# اورکا ایرویز
اورکا ایرویز (به انگلیسی: Orca Airways) یک شرکت هواپیمایی است که در ۲۰۰۵ میلادی تأسیس شده‌است. دفتر مرکزی اورکا ایرویز در ونکوور، بریتیش کلمبیا، کانادا واقع شده‌است و قطب این شرکت هواپیمایی در فرودگاه بین‌المللی ونکوور قرار دارد و به ۶ مقصد، پرواز انجام می‌دهد.